# Flanagan (nom de famille)
 (juin 2020).
Pour les articles homonymes, voir Flanagan.
Flanagan est un nom de famille d'origine gaélique (irlandaise ou écossaise). C'est une version anglicisée du nom gaélique Flannagáin. Il y eut au moins trois clans distincts qui portaient ce nom en Irlande. En irlandais, le nom peut aussi se porter sous la forme Ó Flannagáin.

## Variantes
On trouve de nombreuses variantes, parmi lesquelles Flanagan, Flanagin, Flanigan, Flannigan, Flannaghan, O'Flanagan, O'Flannagain, Flaniken, Flenigenand, et plus encore. Toutes les variantes, sauf quelques exceptions, peuvent porter le préfixe "O" (descendant de).

## Étymologie
Ce nom gaélique est dérivé du mot « flann », qui signifie rouge ou vermeil.

## Histoire
Les principaux septs (clans) ont été trouvés dans les comtés (en Irlande) de Roscommon, Fermanagh, Monaghan et Offaly. Dans le Connacht, ils faisaient partie des O'Connors royaux et étaient situés près d'Elphin, dans le comté de Roscommon. Ils étaient les gardiens héréditaires des rois de Connacht. En Écosse, ils sont originaires des comtés de Fife, Ayrshire, Perthshire et Berwickshire[Information douteuse].
La devise du clan serait communément la phrase latine Certavi et Vici, signifiant J'ai combattu et conquis. Cette devise est également partagée avec le clan Byrne.
Il existe une autre devise en latin attribuée au clan Ó Flannagáin, Sept de Kelly, qui est : Fortuna audaces juvat (« La chance sourit aux audacieux »).

## Personnes portant ce patronyme
- Alex Flanagan, animateur sportif
- Anna Flanagan, joueuse de l'équipe australienne de hockey sur gazon
- Anthony Flanagan, acteur britannique
- Barry Flanagan, sculpteur gallois
- Bernard Joseph Flanagan, prélat américain de l'Église catholique romaine
- Bob Flanagan, écrivain américain
- Bud Flanagan, animateur et comédien anglais
- Caitlin Flanagan, écrivain
- Caroline Flanagan, présidente de la Law Society of Scotland
- Charles Flanagan, homme politique
- Crista Flanagan, comédienne, actrice
- David 'Dai' Flanagan, joueur de rugby à XV
- De Witt C. Flanagan, politicien du Parti démocrate américain du New Jersey
- Edward J. Flanagan, fondateur de Boys Town
- Fionnula Flanagan, actrice
- Fred Flanagan (1924-2013), footballeur australien (footy)
- Gaynor Flanagan (né en 1933), basketteur australien
- Guy Flanagan, acteur britannique
- Hallie Flanagan, metteur en scène, producteur
- Harley Flanagan, musicien
- Helen Flanagan, actrice
- Ian Flanagan, joueur de tennis
- Sir Jamie Flanagan, ancien gendarme en chef de la Royal Ulster Constabulary (RUC)
- John Flanagan
- Jon Flanagan, footballeur anglais
- Kitty Flanagan, comédienne australienne
- Kyle Flanagan, joueur américain de hockey sur glace
- Lauren Flanigan, une soprano lyrique américaine
- Luke 'Ming' Flanagan, homme politique irlandais, député européen
- Maile Flanagan, actrice américaine
- Markus Flanagan, acteur américain
- Martin Flanagan, journaliste
- Mary Flanagan, artiste américaine, auteure, éducatrice et designer
- Matt Flanagan (né en 1995), joueur de football américain
- Micky Flanagan, comédien
- Nick Flanagan, golfeur australien
- Nick Flanagan, activiste irlandais LGBT +
- Oliver J. Flanagan, homme politique irlandais
- Owen Flanagan, philosophe
- Patrick Flanagan, inventeur
- Paddy Flanagan, cycliste
- Pauline Flanagan, actrice
- Peter Flanagan, footballeur de la ligue de rugby anglaise
- Peter Flanagan (rugby union), joueur irlando-australien de rugby à XV
- Ralph Flanagan, chef d'orchestre, pianiste, compositeur et arrangeur d'orchestres
- Ralph Flanagan, nageur de compétition américain
- Richard Flanagan, auteur, historien, réalisateur
- Roderick Flanagan, journaliste, poète, historien
- Sir Ronnie Flanagan, ancien chef de police des services de police d'Irlande du Nord (PSNI) et dernier chef de police de la RUC
- Seán Flanagan, homme politique
- Seán Flanagan, comédien irlandais
- Shalane Flanagan, coureuse de demi-fond
- Shane Flanagan, entraîneuse de football de la ligue de rugby australienne
- Steamer Flanagan, joueur de baseball
- Terence Flanagan, politicien irlandais
- Thomas Flanagan
- Tommy Flanagan (acteur), acteur britannique
- Tommy Flanagan, pianiste de jazz
- Vester Flanagan, journaliste américain et auteur des meurtres d'Alison Parker et Adam Ward
- Walt Flanagan, gérant de magasin de bandes dessinées, personnalité de télé-réalité, podcasteur, artiste de bandes dessinées et auteur-compositeur